# Radiazione ultravioletta germicida
La radiazione ultravioletta germicida, in inglese "Ultraviolet germicidal irradiation" (UVGI), è un metodo di sterilizzazione che usa la luce ultravioletta (UV) con lunghezze d'onda comprese nella banda UV-C (tra 100 e 280 nanometri), che modifica il DNA o l'RNA dei microorganismi e quindi impedisce loro di riprodursi o di essere dannosi.
È utilizzata in una varietà di applicazioni, per esempio la disinfezione di cibo, acqua e aria. La luce UV è stata considerata un mutagene a livello cellulare da più di un secolo.
I raggi UV di cui trattasi sono rari sulla Terra perché la sua atmosfera li blocca. Utilizzare un dispositivo UVGI in ambienti come sistemi di circolazione dell'acqua e dell'aria uccide microorganismi patogeni, virus e muffe. Associati ad un sistema di filtraggio possono rimuovere i microorganismi pericolosi da questi ambienti.
L'UV-C è dannoso per l'uomo e altre forme di vita.

## Storia
L'azione germicida della radiazione ultravioletta venne scoperta nel tardo '800. L'applicazione del sistema UVGI per la sterilizzazione è stata una pratica accettata già dalla metà del ventesimo secolo. È stata usata all'inizio in medicina e per sterilizzare gli strumenti. Nel 1903 Niels Finsen vinse il Premio Nobel per la Medicina per il suo uso dei raggi UV contro la tubercolosi della pelle. Inoltre è stato impiegato per sterilizzare l'acqua potabile e inquinata. L'utilizzo della luce ultravioletta per la disinfezione dell'acqua potabile risale al 1916 negli Stati Uniti. Negli anni recenti il sistema UVGI ha trovato nuove applicazioni nella sanificazione dell'aria.

## Come funziona il sistema UVGI
La luce ultravioletta è una radiazione elettromagnetica con lunghezze d'onda inferiori a quelle della luce. L'UV può essere diviso in varie categorie, la categoria corta (UVC) è considerata "UV germicida". A certe lunghezze d'onda l'UV è dannoso per batteri, virus e altri microorganismi. Ad una lunghezza d'onda di 2537 Angstrom (254 nm) l'UV distrugge i legami molecolari del DNA dei microorganismi, producendo dimeri di timina nel loro DNA e distruggendoli, rendendoli inoffensivi o impedendone la crescita e la riproduzione. È un processo simile all'effetto dell'UV di maggiore lunghezza d'onda (UVB) sull'uomo, per esempio le bruciature solari o l'effetto accecante della luce. I microorganismi hanno una scarsa protezione dall'UV e non possono sopravvivere ad un'esposizione prolungata.
Un sistema UVGI è progettato per esporre ambienti come contenitori di acqua, stanze chiuse e sistemi di aria condizionata all'UV germicida. L'esposizione proviene dalle lampade germicide che emettono la radiazione germicida UV alla corretta lunghezza d'onda, che irradia l'ambiente.

## Efficacia
L'UVGI è un metodo molto efficace per distruggere i microorganismi. L'efficacia dipende da molti fattori: la quantità di tempo di esposizione, le variazioni di potenza della sorgente UV che influisce sulla lunghezza d'onda elettromagnetica, la presenza di particelle che possono proteggere i microorganismi dall'UV e la capacità dei microorganismi di resistere alla radiazione durante l'esposizione. In molti sistemi l'efficacia è aumentata dalla circolazione ripetuta dell'acqua o dell'aria, per aumentare la probabilità che la radiazione ultravioletta colpisca i microorganismi e per irradiarli più volte.
L'efficacia di questo metodo di sterilizzazione dipende anche dalla configurazione dell'ambiente: un ambiente in cui ci sono ostacoli alla luce della lampada UV non è efficace. In questi casi l'efficacia dipende dal punto in cui è posizionata la lampada UV. 
Un altro problema che ostacola l'UVGI è la polvere o altre cose che possono ricoprire la lampada, riducendone l'effetto. Inoltre le lampade richiedono una sostituzione annuale e una pulizia ad intervalli regolari di tempo.
Anche il materiale di cui è fatta la lampada può contribuire all'assorbimento dei raggi germicidi. Un aumento dell'efficacia può essere raggiunto utilizzando la riflessione. L'alluminio ha il più alto tasso di riflessione rispetto agli altri metalli, ed è molto utile per riflettere gli UV.
Anche il raffreddamento della lampada dovuto alla corrente d'aria può ridurre l'efficacia della radiazione UV.

## Inattivazione dei microorganismi
Il grado di inattivazione per mezzo della radiazione ultravioletta è direttamente proporzionale alla dose di UV applicata all'acqua. Il dosaggio, un prodotto tra l'intensità della luce UV e il tempo di esposizione, è misurato in microwatt per secondo a centimetro quadrato: µW·s/cm2.
Dosaggi da 2000 a 8000 µW·s/cm2 uccidono il 90% dei batteri. Il dosaggio necessario per l'inattivazione di parassiti più grandi, come ad esempio il Cryptosporidium, è minore.

## La realizzazione del sistema UVGI
L'UV germicida è fornito da una lampada a vapore di mercurio che emette UV alla lunghezza d'onda germicida. Il vapore di mercurio emette a 254 nm. 
Molte lampade UV germicide usano speciali trasformatori per assicurare un costante flusso di elettricità e mantenere costante la lunghezza d'onda. Dato che l'UV germicida ha una larghezza di banda ristretta, le fluttuazioni di potenza potrebbero rendere inefficace la disinfezione. In alcuni casi, le lampade UVGI senza elettrodi possono essere eccitate con le microonde, conferendo una lunga e stabile vita e altri vantaggi. Questo è conosciuto come "microwave UV".

## Vantaggi e svantaggi
Vantaggi

I sistemi per il trattamento dell'acqua possono essere utilizzati per l'acqua di superficie e per i pozzi. Il trattamento UV si rapporta favorevolmente agli altri sistemi di disinfezione in termini di costo, lavoro e la necessità di personale specializzato per le operazioni.
L'OMS ha calcolato che la potabilizzazione dell'acqua con i raggi UV costa 2 centesimi di dollaro per 1000 litri di acqua.
Svantaggi

Il sistema di disinfezione UV è efficace principalmente per il trattamento di acqua molto pura. Le particelle sospese sono un problema perché possono proteggere i microorganismi dalla luce UV. 
Comunque, il sistema UV può essere accoppiato ad un pre-filtro per chiarificare l'acqua e migliorare l'azione della luce e per rimuovere gli organismi più grandi. 
Un altro fattore chiave è la velocità di flusso: se il flusso è troppo veloce, l'acqua passerà attraverso senza la sufficiente esposizione ai raggi UV, se il flusso è troppo lento, il calore potrebbe accumularsi e danneggiare la lampada UV.

## Potenziali pericoli
A certe lunghezze d'onda (comprese le UVC) l'UV è dannoso per l'uomo e altre forme di vita.
L'utilizzo di dispositivi UVGI richiede misure di sicurezza, quali ad esempio avvisi (segnali di pericolo, segnalazione di apparecchiature in funzione, informazioni sul rischio) e all'occorrenza protezioni individuali (paraocchi, guanti, etc.).
In molti dispositivi UVGI le lampade sono schermate o sono in ambienti che limitano l'esposizione, per esempio un contenitore per l'acqua chiuso o un sistema per la circolazione dell'aria chiuso, spesso con dispositivi di blocco che spengono le lampade UV automaticamente se il sistema è aperto per l'accesso dalle persone. Il pericolo è proporzionale al tempo di esposizione.
Negli esseri umani, l'esposizione della pelle alle lunghezze d'onda germicide della luce UV possono produrre ustioni e (in alcuni casi) il cancro alla pelle. 
L'esposizione degli occhi a questa radiazione UV può causare infiammazioni molto dolorose della cornea e problemi alla vista temporanei o permanenti, fino alla cecità. L'UV può danneggiare la retina dell'occhio.
Un altro potenziale pericolo è la produzione di ozono. La luce UVC del sole è in parte responsabile dello strato di ozono nella stratosfera terrestre, ma l'ozono nell'ambiente è pericoloso per la salute della persona. La United States Environmental Protection Agency ha stabilito che 0,05 parti per milione di ozono possono essere considerate un livello sicuro. Le lampade per la realizzazione di UVC e frequenze più alte sono realizzate in modo tale che qualsiasi luce al di sotto dei 254 nm non venga prodotta, cosicché l'ozono non è prodotto. Una lampada a spettro completo produrrà tutte le lunghezze d'onda UV e conseguentemente anche l'ozono (l'ozono è prodotto quando l'UVC colpisce le molecole di ossigeno (O2), quindi è prodotto solo quando l'ossigeno è presente).
La radiazione UV-C è in grado di rompere i legami chimici. Questo porta ad un rapido deterioramento degli isolamenti e delle guarnizioni in plastica e altri materiali. È da notare che le plastiche vendute come resistenti agli UV sono testate solo per l'UV-B, dal momento che l'UV-C normalmente non raggiunge la superficie della Terra. Quando l'UV è usato vicino alla plastica, alla gomma o agli isolamenti devono essere prese delle precauzioni per schermare i suddetti componenti; un foglio di alluminio o una superficie di altri metalli sono sufficienti.
Il più grande sistema di disinfezione UV, il New York City Catskill/Delaware Facility, è attualmente in costruzione. Verranno installati un totale di 56 reattori UV per trattare 8,3 milioni di metri cubi di acqua al giorno, a disposizione della città di New York.

## Applicazioni

### La disinfezione dell'aria
L'UVGI può essere usato per disinfettare l'aria con un'esposizione prolungata. La disinfezione dipende dalla concentrazione degli UV e dal tempo di esposizione. Per questo motivo, non è molto efficace sull'aria in movimento, quando la lampada è perpendicolare al flusso, dato che i tempi di esposizione sono drasticamente ridotti.

### La disinfezione dell'acqua
La disinfezione dell'acqua con l'ultravioletto consiste in un processo esclusivamente fisico, non chimico. La radiazione UV-C in particolare, con una lunghezza d'onda nella banda dai 240 ai 280 nanometri, attacca direttamente il vitale DNA dei batteri, dei virus e di altri microorganismi. La radiazione inizia una reazione fotochimica che distrugge l'informazione genetica contenuta nel DNA. I batteri perdono la loro capacità di riprodursi e sono distrutti. Anche i parassiti come il Cryptosporidia e il Giardia, che sono estremamente resistenti ai disinfettanti chimici come il cloro, sono efficacemente ridotti (>99,9%) con una potenza ridotta (<10 mJ/cm2). L'UV può anche essere utilizzato per rimuovere il cloro e le clorammine dall'acqua; questo processo è chiamato fotolisi, e richiede una dose più alta della normale disinfezione. I microorganismi sterilizzati non vengono rimossi dall'acqua. La disinfezione UV non rimuove i composti organici, inorganici e le particelle presenti nell'acqua. Comunque, il processo di ossidazione UV può essere usato contemporaneamente per distruggere le tracce di contaminanti chimici e fornire una disinfezione di alto livello, come avviene nel più grande impianto del mondo per il riutilizzo dell'acqua potabile in Orange County, California. Nel corso degli anni, i costi dell'UV sono diminuiti quando i ricercatori hanno sviluppato e usato nuovi metodi basati sull'UV per disinfettare le acque. Attualmente, molti stati hanno adottato regolamenti che permettono la disinfezione delle loro forniture di acqua potabile con questa tecnologia.
La disinfezione UV non lascia tracce, sostanze chimiche o residui nell'acqua trattata. È veloce e pulita, e nessun batterio, virus o muffa è immune ad essa.

### Il progetto UV Tube
L'UV Tube è un progetto realizzato per fornire acqua disinfettata a basso costo per i paesi in via di sviluppo. L'idea è basata sulla proprietà della luce ultravioletta di inattivare gli agenti infettanti modificandone il DNA. Venne inizialmente sviluppato come un modello "open source" al Renewable and Appropriate Energy Laboratory presso la University of California, Berkeley. La forma e la composizione dell'UV Tube può variare a seconda delle risorse disponibili e delle preferenze. Comunque, certi parametri geometrici devono essere mantenuti per assicurare il buon risultato. Molte diverse versioni dell'UV Tube sono attualmente utilizzate in varie località del Messico e dello Sri Lanka.

#### Tecnologia
La radiazione ultravioletta germicida è prodotta da una lampada a vapore di mercurio che emette l'UV alla lunghezza d'onda di 254 nm. 
In alcuni casi, delle lampade UVGI prive di elettrodi possono essere alimentate con le microonde. Questo è conosciuto come 'Microwave UV'.
Le lampade sono di diverso tipo, ciascuno con i propri pregi e difetti.
Lampade UV a bassa pressione
Queste offrono un'elevata efficienza (approssimativamente il 35% di UV-C) ma una bassa potenza, tipicamente 1 W/cm ( potenza per unità di lunghezza dell'arco ). Producono la radiazione ultravioletta a 254 nm.
Lampade UV ad amalgama
Una versione ad alta potenza delle lampade a bassa pressione. Operano a temperature più elevate e hanno un periodo di vita fino a 16000 ore. La loro efficienza è leggermente più bassa di quella delle lampade a bassa pressione tradizionali (approssimativamente il 33% di UV-C) e la densità di potenza è di circa 2–3 W/cm.
Lampade UV a pressione media
Queste lampade hanno uno spettro con un picco pronunciato e un'alta produzione di radiazione ma una bassa efficienza del 10% o meno di UV-C. La tipica densità di potenza è di 30 W/cm³ o più grande. Producono una luce policromatica da 200 nm fino alla luce visibile e infrarossa.
A seconda del vetro di quarzo usato per il corpo della lampada, le lampade a bassa pressione e ad amalgama emettono luce a 254 nm e 185 nm (per ossidazione).
La luce a 185 nm è utilizzata per produrre l'ozono.
Le lunghezze d'onda ottimali per disinfettare l'acqua sono vicine ai 260 nm.
La lampada UV non tocca mai l'acqua, è chiusa in una custodia di vetro di quarzo o montata esternamente all'acqua, che scorre attraverso il tubo trasparente.
La dimensione del dispositivo dipende da tre variabili: la velocità del flusso, la potenza della lampada e la trasparenza dell'acqua.

### Trattamento delle acque di scarico
L'ultravioletto nel trattamento delle acque di scarico sta sostituendo la clorazione, che produce sostanze tossiche. 
I singoli flussi da trattare con l'UVGI devono essere testati per assicurare che il metodo sarà efficace, a causa di potenziali interferenze come solidi sospesi, coloranti o altre sostanze che potrebbero bloccare o assorbire la radiazione UV.
Il trattamento delle acque di scarico urbane su larga scala è utilizzato nella città di Edmonton, in Alberta. 
L'uso della luce ultravioletta è divenuta una pratica standard in molti processi per il trattamento delle acque di scarico comunali. L'effluente comincia ad essere riconosciuto come una preziosa risorsa, piuttosto che un problema da risolvere. Molte strutture per le acque di scarico vengono rinominate come strutture per il recupero dell'acqua. L'acqua può essere scaricata in un fiume, utilizzata per irrigare le coltivazioni o immessa in una falda acquifera per un successivo riutilizzo. La luce ultravioletta viene usata per assicurare che l'acqua sia libera da pericolosi microorganismi.

### Acquari e stagni
Dispositivi per sterilizzare con l'ultravioletto sono spesso usati in acquari e stagni per controllare la presenza di indesiderati microorganismi nell'acqua. La sterilizzazione continua dell'acqua neutralizza alghe unicellulari aumentando così la trasparenza dell'acqua. L'irradiazione UV assicura inoltre che gli agenti patogeni esposti non possano riprodursi, diminuendo così la probabilità di un'epidemia in un acquario.

### Laboratori
L'UVGI è spesso utilizzato per disinfettare attrezzature come occhiali protettivi, strumenti e altri dispositivi. Il personale di laboratorio disinfetta in questo modo anche gli oggetti di vetro e di plastica. I laboratori di microbiologia usano l'UVGI per disinfettare le superfici all'interno delle cappe a flusso laminare tra un utilizzo ed il successivo.